# Tango?
Tango? fue un grupo musical barcelonés de Tecno-pop activo entre los años 1984 y 1986, conocido básicamente por su canción Nunca volverás a bañarte en mi piscina.
En 1984 editan su primer LP con la discográfica PDI, denominado Como invertir su dinero, del que se extraen el sencillo y maxisingle Nunca volverás a bañarte en mi piscina y el sencillo Cha-Cha-Cha.
Al año siguiente editan el sencillo Breve síntesis de los huecos y en 1986 publican su último LP llamado Desde el exilio, con el tema Ocultos tras el diván como único sencillo.

## Discografía
- Como invertir su dinero (LP) (1984)
- Desde el exilio (LP) (1986)